# Bušovce
Bušovce (in ungherese Busóc, in tedesco Bauschendorf) è un comune della Slovacchia facente parte del distretto di Kežmarok, nella regione di Prešov.